# 마사카라라도
마사카라라도(이탈리아어: Provincia di Massa-Carrara)는 이탈리아 토스카나주의 도이다. 도청 소재지는 마사와 도 내 다른 주요 도시인 카라라의 이름을 땄다.

## 역사

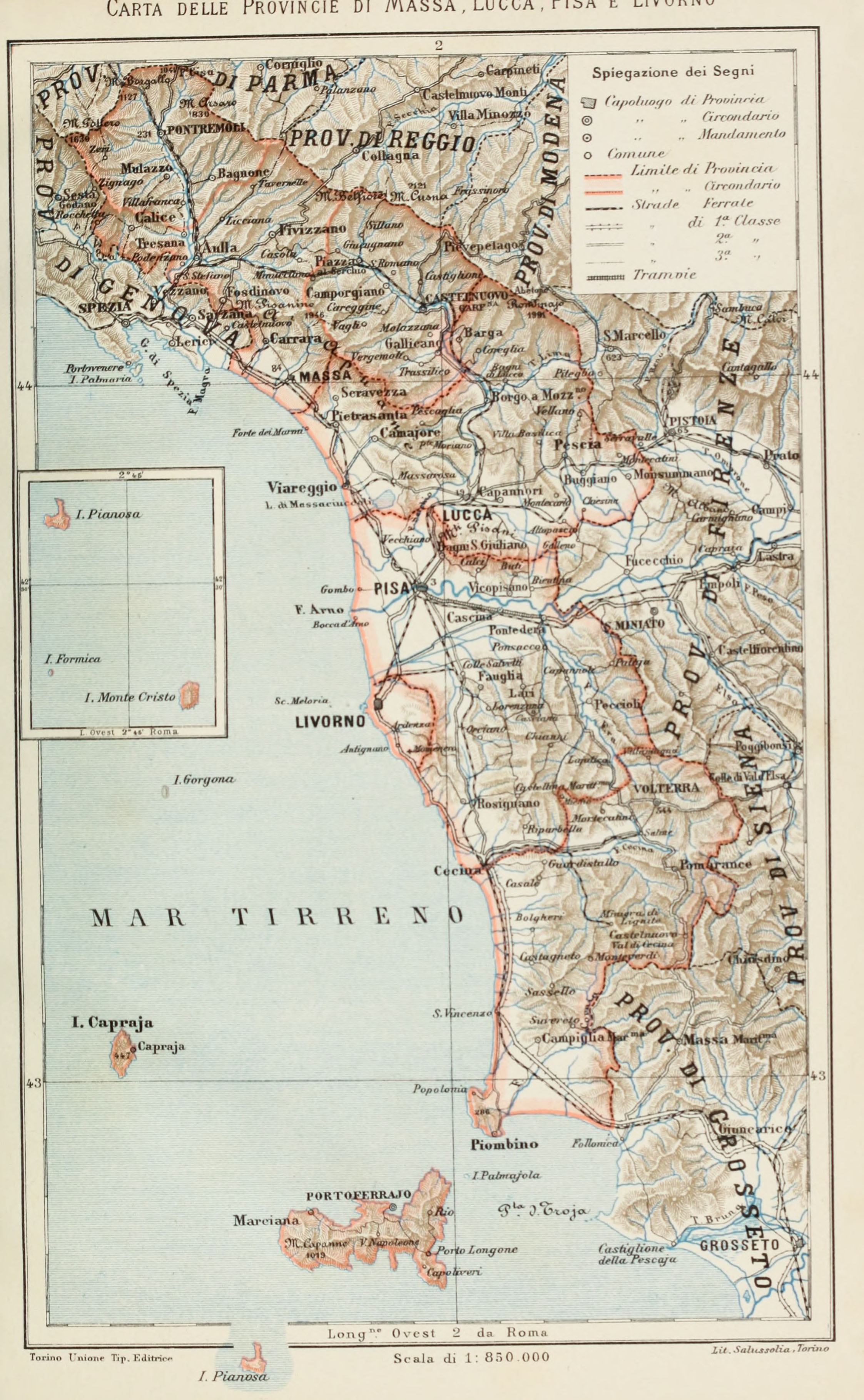
마사, 루카, 피사, 리보르노 지역의 옛 지도 (1896년작)

마사카라라도는 1859년에 모데나 공국에서 루니자나와 가르파냐나가 분리되면서 만들어졌다. 본래는 마사카라라 (14개 지자체가 7개 구역으로 이뤄짐), 가르파냐나 (17개 지자체가 4개 구역으로 이뤄짐), 폰트레몰리 (6개 지자체가 3개 지역으로 이뤄짐) 등 세 개의 '치르콘다리오' (치르콘다리오)로 이뤄졌었다.
1861년 인구 조사까지, 마사카라라도는 모데나, 레조, 마사 콤파르티멘토의 일부였으나, 1871년 인구 조사 이래로는 토스카나의 일부로 포함되었다. 이후, 1923년 9월 2일에 공포된 왕령 제1913호로, 칼리체알코르노빌리오와 로케타바라 등 지자체가 마사카라라에서 분리되어 신설된 라스페치아로 합쳐졌다. 같은 시기 (1923년 11월 9일 왕령 제2490호), 카스텔누오보가르파냐나의 17개 지자체가 에밀리아에서 떨어져 나가 신설된 피스토이아도에 발디니에볼레의 모든 지자체가 넘어가게 된 것에 대한 보상으로 루카도에 할당되었다.
마사카라라도는 행정 개편을 기다리며 기능이 무력한 상태로 방치되었다. 1938년, 카라라, 마사, 몬티뇨소 등 지자체들 합쳐져 아푸아니아라는 단일 지자체가 되었다. 같은 해, 관련 컨소시엄인 C.Z.I.을 포함하여 아푸아나 산업 지역이 설치되었다. 인접한 베르실리아 지역의 지방자치단체들과 마사카카라는 아푸아니아라는 명칭을 공식적으로 사용하게 되었다. 섭정 (사보이아의 움베르토 2세)에 의해 발령된 법령으로, '아푸아니아'라는 지자체가 공식적으로 형성되었고, 지 정부는 착오 또는 역사에 대한 무지로 인해 1859년부터 사용된 '마사에카라라'라는 명칭이 아닌 '마사'라는 잘못된 명칭을 다시 사용하게 되었다. 이 명칭은 1700년부터 1860년 이탈리아 왕국 수립 이전까지‘마사’ 혹은 ‘카라라의 마사’로 불린 도시를 지칭하는 데 사용되었으며, 동명의 타 도시들과의 구별을 목적으로 한 것이었다.
2009년, 1938년과 1946년의 법령이 폐지되고, 옛 이름을 되찾았다.

## 지리
마사카라라도는 면적 1,157 제곱킬로미터 (447 mi2)에 총 인구가 약 200,000명 가량이다. 도 내 17개 코무네가 존재한다.

## 행정

### 도지사 목록
|        | 마사카라라도지사    | 임기 시작 | 임기 종료 | 당                     |
| ------ | ------------------- | --------- | --------- | ---------------------- |
|        | 코스탄티노 치렐리   | 1980년    | 1985년    | 이탈리아 공산당        |
|        | 에르만노 디 카살레  | 1987년    | 1990년    | 이탈리아 사회당        |
|        | 아메데오 보이아르디 | 1990년    | 1994년    | 이탈리아 사회당        |
|        | 프란코 구소니       | 1994년    | 1998년    | 이탈리아 인민당 무소속 |
| 1998년 | 프란코 구소니       | 2003년    |           | 이탈리아 인민당 무소속 |
|        | 오스발도 안젤리     | 2003년    | 2008년    | 좌파 민주주의당 민주당 |
| 2008년 | 오스발도 안젤리     | 2013년    |           | 좌파 민주주의당 민주당 |
|        | 나르치소 부포니     | 2014년    | 2016년    | 민주당                 |
|        | 잔니 로렌체티       | 2016년    | '현직'    | 민주당                 |

## 경제
한때 그 유명한 백색 카라라 대리석 생산을 주 기반으로 했던 이곳의 경제적 타당성은 현재 전세계의 대리석 및 화강암 수입과 이에 따른 가공으로 전환하고 있다.

## 같이 보기
- 카라라
- 대리암
- 마사 (이탈리아)